# Royale Entente sportive Harre-Manhay
Maillots
Dernière mise à jour : 15 mai 2025.
La Royale Entente sportive Harre-Manhay est un club de football belge situé à Manhay au nord de la province de Luxembourg. Il porte le matricule 3296 et ses couleurs sont le jaune et le bleu.

## Histoire
Ce club résulte de la fusion, prenant cours en 2017, entre deux entités de localités voisines, Harre et Manhay. D'une part, le Royal Olympic Harre porteur du matricule 3296 et d'autre part, l'Entente Régionale Football Club (ERFC) Manhay, porteur du matricule 6224 (fondé en 1959).  
Depuis la saison 2019-2020 où le club est champion de 3e provinciale luxembourgeoise, le RES Harre-Manhay connaît une ascension rapide devenant champion de 2e provinciale en 2022-2023 puis champion de 1re provinciale luxembourgeoise la saison suivante, propulsant l'équipe pour la première fois de son histoire en Division 3 Amateur (cinquième niveau national) lors de la saison 2024-2025. Il termine cette première saison parmi les divisions nationales à la 10e place

## Résultats dans les divisions nationales
Statistiques mises à jour le 15 mai 2025 (terme de la saison 2024-2025)

### Bilan
| Niv | Divisions     | Jouées | Titres | TM Up | TM Down |
| --- | ------------- | ------ | ------ | ----- | ------- |
| I   | 1re nationale | 0      | 0      |       |         |
| II  | 2e nationale  | 0      | 0      |       |         |
| III | 3e nationale  | 0      | 0      |       |         |
| IV  | 4e nationale  | 0      | 0      |       |         |
| V   | 5e nationale  | 1      | 0      | 0     |         |
|     |               |        |        |       |         |
|     | TOTAUX        | 1      | 0      | 0     | 0       |

- TM Up : test-match pour départager des égalités, ou toutes formes de Barrages ou de Tour final pour une montée éventuelle.
- TM Down : test-match pour départager des égalités, ou toutes formes de Barrages ou de Tour final pour le maintien.

### Classements saison par saison
| Ordre | Saison  | Nom du club      | Niveau          | Classement final | Remarques |
| ----- | ------- | ---------------- | --------------- | ---------------- | --------- |
| 1     | 2024-25 | RES Harre-Manhay | Division 3 ACFF | 10e/16           |           |

### Sources et liens externes
- (nl) « Fiche de l'équipe », sur Belgian Soccer Database
- (en) extremefootballtourism.blogspot.com